# Cipo

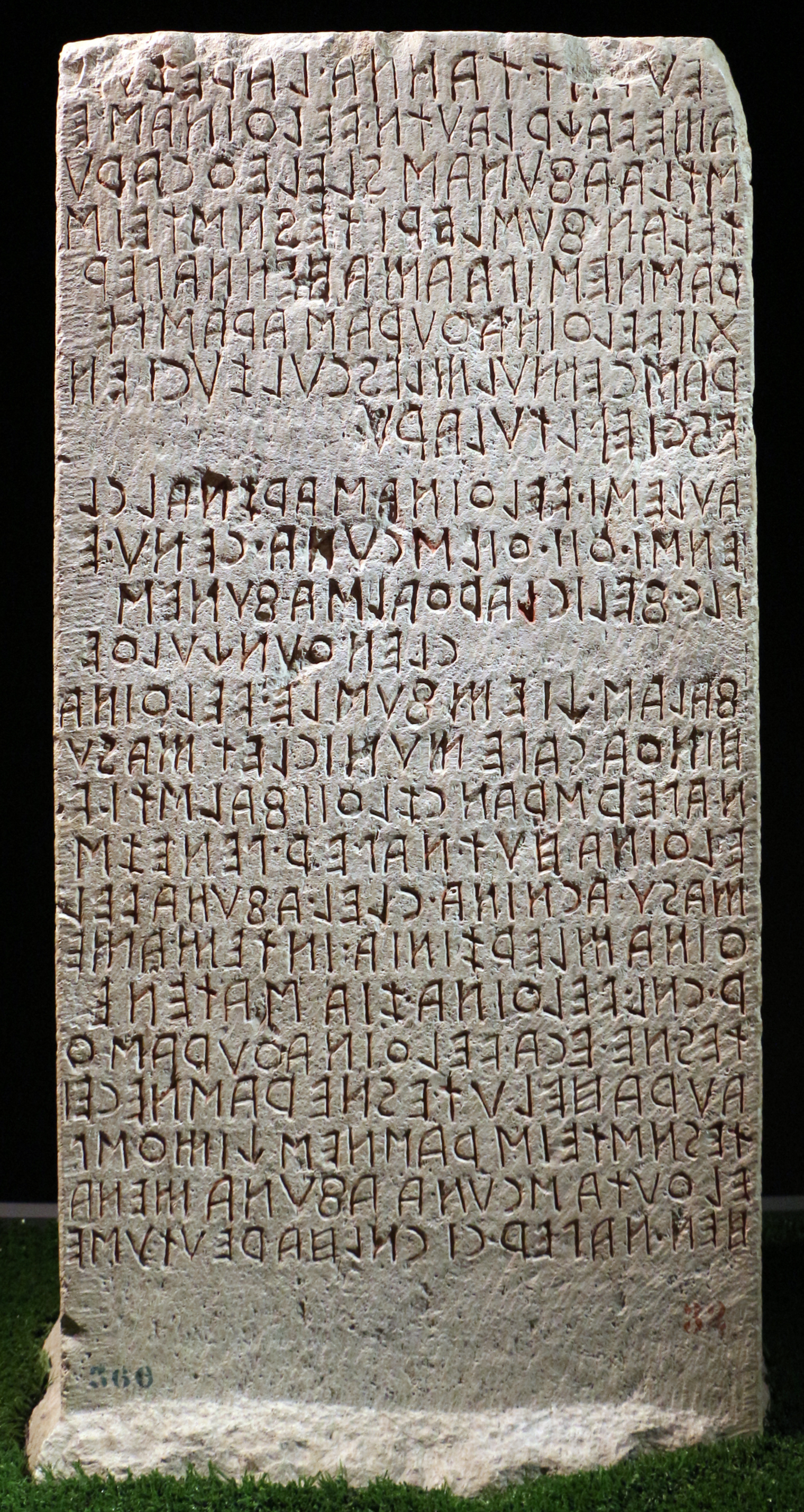
Cipo de Perúgia.

Cipo (em latim: Cippus; pl.: cippa) é um termo romano utilizado para designar um "poste" ou uma "estaca". Em arquitetura, um pedestal baixo, redondo ou quadrangular, utilizado para os mais diversos fins, militares ou como miliários, marcos de fronteira etc. As inscrições em alguns destes cipos preservados no Museu Britânico revelam ainda que ele eram ocasionalmente utilizados como marcos funerários (veja ustrino).